# 弱虫ペダル (アニメ)
『弱虫ペダル』（よわむしペダル）は、トムス・エンタテインメント制作による日本のテレビアニメ作品。
渡辺航による日本の少年漫画『弱虫ペダル』を原作としている。

## 概要
2013年10月から2014年6月まで第1期、2014年10月から2015年3月まで第2期『弱虫ペダル GRANDE ROAD』（よわむしペダル グランロード）、2017年1月から6月まで第3期『弱虫ペダル NEW GENERATION』（よわむしペダル ニュージェネレーション）、2018年1月から6月まで第4期『弱虫ペダル GLORY LINE』（よわむしペダル グローリーライン）がテレビ東京ほかにて放送され、2022年10月から2023年3月まで第5期『弱虫ペダル LIMIT BREAK』（よわむしペダル リミットブレイク）がNHK総合にて放送された。
第1・2期は日本自転車競技連盟が特別協賛としてエンディングにクレジットされた。また、クレジットはないものの、第1期から第4期の話中で登場する飲料には大塚製薬の製品が使われている。第1期から第4期まではCパートにおまけ的なショートアニメが入った。第1期から第4期まではそのあと、その話でメインとなった登場人物の自転車をバックに「この作品はフィクションであり、登場する人物、団体名はすべて架空のものです。また演出上、一部危険な行為もありますが、実際の道路で自転車に乗るときにはルールを守って安全に乗りましょう。」という注意書きが表示される。
連続テレビアニメーションが制作され、これを基にした総集編劇場版映画、特別総集編、および原作単行本限定版に付属するオリジナルビデオ（OAD）も作られている。
『週刊少年チャンピオン』2013年4+5号でテレビアニメ化が公式発表されたのち、第1期が2013年10月から2014年6月までテレビ東京ほかにて全38話（RIDE.1 - RIDE.38）が放送された。物語は原作冒頭から1年次インターハイ2日目終盤、大きく先行されていた箱根学園や京都伏見に追いつき、そして後の第2期冒頭につながるシーンまでを描く。
第1期の総集編が劇場版として制作され、2014年9月19日に『弱虫ペダル Re:RIDE』（よわむしペダル リライド）が2週間限定で公開された。配給は東宝映像事業部。新規カットを加え、第1期を再編集したもので、以降の総集編劇場版映画も概ね本作と同様の仕様で制作・公開されている。
第2期（GRANDE ROAD）は、2014年10月から2015年3月まで、テレビ東京ほかにて全24話（ROAD.1 - ROAD.24）が放送された。これ以降より作品名に「弱虫ペダル　○○←英語」が併記されるようになった。物語は前述の通り第1期ラストからダイレクトに続き、1年次インターハイ3日目ゴール、表彰式までを描く。2015年6月12日には、総集編劇場版映画『弱虫ペダル Re:ROAD』（よわむしペダル リロード）が2週間限定で公開された。
2015年8月28日には、『劇場版 弱虫ペダル』（げきじょうばん よわむしペダル）が公開された。物語は渡辺航書き下ろしによるストーリーで、「熊本火の国やまなみレース」での総北高校と箱根学園とのライバル戦に京都伏見高校や呉南工業高校などの他校が絡んだ激戦を描く。
2016年9月9日には、本作のスピンオフである『弱虫ペダル SPARE BIKE』（よわむしペダル スペアバイク）が2週間限定で公開された。物語は巻島と東堂の過去や荒北のなんてことない日常を描く。
2015年10月6日に行われた『劇場版 弱虫ペダル』の舞台挨拶で第3期（NEW GENERATION）の放送決定が発表されたのち、2017年1月から同年6月までテレビ東京ほかにて全25話（RIDE.1 - RIDE.25）が放送された。物語は1年次インターハイ終了後から2年次インターハイ1日目の手嶋、真波の山岳賞を争う激闘を終え、そして後の第4期冒頭につながるシーンまでを描く。第3期におけるストーリーの流れは概ね原作通りだが、第2期までとの違いとして、作画担当の変更によりそれまでと作画が大きく変わり、コース脇に設置されている看板がそれまでの実在する企業や商品名をもじった架空名称から実在企業の物へと変更された。2017年10月13日には、総集編劇場版映画『弱虫ペダル Re:GENERATION』（よわむしペダル リジェネレーション）が2週間限定で公開された。
第4期（GLORY LINE）は、2018年1月から同年6月まで、テレビ東京ほかにて全25話（LINE.1 - LINE.25）が放送された。物語は前述の通り第3期ラストからダイレクトに続き、2年次インターハイ3日目スタート直後までを描く。第4期は総集編劇場映画の制作・公開はなかったが、後述する第5期を放送したNHK総合にて2023年1月6日 0:30 - 2:00に『弱虫ペダル GLORY LINE - 特別総集編 -』と題し全国同時ネットで放送された。これに先立ち、Re:RIDEが同年1月4日 1:17 - 2:45に、 Re:ROADが同年1月5日 0:30 - 1:59に、Re:GENERATIONが同年1月5日 2:00 - 3:29に同じくNHK総合で放送された。
第5期（LIMIT BREAK）は、2022年10月から2023年3月までNHK総合にて全25話（BREAK.1 - BREAK.25）が放送された。本シリーズからはそれまで放送されたテレビ東京系列からNHK総合に放送局が変更され、全国同時ネットで放送された。NHK総合やNHK BS1では、第5期放送の先駆けとしてさまざまな関連番組を放送した。物語は2年次インターハイ3日目スタート直前から、2年次インターハイ3日目ゴール、表彰式までを描く。今作より第3期から行われていたコース脇に設置されている看板がそれまでの実在企業の物から実在しない企業の物へと変更された。また飲料も大塚製薬の製品から、架空の飲料に変更された。
2019年7月20日には本作と短編テレビアニメ『アニ×パラ〜あなたのヒーローは誰ですか〜』のコラボエピソードとして、「episode7 パラサイクリング」がNHK BS1ほかにて放送された。

## 評価・反響
テレビアニメ放送をきっかけに、弱虫ペダルの話題が沸騰し、劇場版やテレビドラマ化など様々なメディアミックスが行われ、大きな反響を生んだ。

### 反響
第1期
第1期は近年あまり見られることのない連続3クールで放送され、大きな反響を呼んだ。
第1期放送前の2012年12月時点で累計発行部数は415万部であったものが第1期放送開始から2か月後の2013年12月には700万部を突破した。
アニメ!アニメ!が行った、「アニメ!アニメ!秋アニメアンケート」では、境界の彼方、キルラキル、黒子のバスケに続いて4位を獲得した。
アニメ!アニメ!が行った「アニメ!アニメ!春アニメアンケート（男女別）」の女性部門では、男性部門で第2位だったノーゲーム・ノーライフを抑え、第9位にランクインした。
アキバ総研が行った「見てよかった！ 2014春アニメ満足度人気投票」では、第3位にランクインするなど様々なアンケートで一桁順位を獲得した。
第2期
ディップ株式会社が運営する聖地巡礼マップにて行った「アニメオタクと2014年秋アニメに関する調査」では、第5位にランクインした。
第3期
アキバ総研が行った「夢中になりました！　観てよかった2017冬アニメ人気投票」では、第33位にランクインした。
第4期
dアニメストアが行った「『今期何見る？』2018冬アニメ投票結果発表！！」では、第10位にランクインした。
アキバ総研が行った「どれが面白かった？2018冬アニメ人気投票」では、第36位にランクインした。
第5期
ニコニコが行った「2022年秋アニメランキング」では、第34位にランクインした。
同じくニコニコが行った「2023年冬アニメランキング」では、第46位にランクインした。

### 批評
Real Soundのライターは、弱虫ペダルの度重なる大ヒットで、それまでは不毛地帯だった自転車アニメジャンルも徐々に日の目を浴びるようになったと評価している。テレビアニメの弱虫ペダルを見てファンになり、実際にロードバイクの世界へ参入していく人や、キャラクターや作品の世界観にあこがれて、ロードバイクを購入するファンがが多く見られた。そうしたファンの増加に伴い、それまでは不毛地帯だった自転車アニメジャンルも徐々に日の目を浴びるようになったと評価している。

## 登場人物

### 総北高校
- 小野田 坂道 - 山下大輝
- 今泉 俊輔 - 鳥海浩輔 / 新田早規（幼少時代）
- 鳴子 章吉 - 福島潤 / 白石涼子（幼少時代）
- 金城 真護 - 安元洋貴
- 巻島 裕介 - 森久保祥太郎
- 田所 迅 - 伊藤健太郎
- 手嶋 純太 - 岸尾だいすけ
- 青八木 一 - 松岡禎丞
- 鏑木 一差 - 下野紘 / 伊達朱里紗（幼少時代）
- 寒咲 幹 - 諏訪彩花
- 橘 綾 - 潘めぐみ
- 杉元 照文 - 宮田幸季
- 古賀 公貴 - 中村悠一
- 段竹 竜包 - 羽多野渉
- 杉元 定時 - 市来光弘
- Mr.ピエール - 堀内賢雄
- 寒咲 通司 - 諏訪部順一

### 箱根学園
- 福富 寿一 - 前野智昭
- 新開 隼人 - 日野聡 / 小清水亜美（幼少時代）
- 荒北 靖友 - 吉野裕行
- 東堂 尽八 - 柿原徹也
- 泉田 塔一郎 - 阿部敦
- 真波 山岳 - 代永翼
- 黒田 雪成 - 野島健児
- 葦木場 拓斗 - 宮野真守
- 銅橋 正清 - 小野大輔
- 新開 悠人 - 内田雄馬 / 矢作紗友里（幼少時代）
- 宮原 すずこ - 北原知奈

### 京都伏見高校
- 御堂筋 翔 - 遊佐浩二 / ゆきのさつき（幼少時代）
- 石垣 光太郎 - 野島裕史
- 水田 信行 - 鈴木千尋
- 井原 友矢 - 菊池幸利
- 山口 紀之 - 徳石勝大
- 辻 明久 - 小田柿悠太
- 岸神 小鞠 - 福山潤 / 小岩井ことり（幼少時代）
- 船津 和歩 - 村上喜紀
- 木利屋 崇央 - 三宅貴大

### 広島呉南工業高校
- 待宮 栄吉 - 関智一
- 井尾谷 諒 - 下妻由幸
- 東村 尊大 - 濱健人
- 浦久保 優策 - 鈴村健一

### 熊本台一高校
- 田浦 良昭 - 田尻浩章
- 井瀬 慎也 - 菊池幸利（GRANDE ROAD・劇場版）→古川慎（GLORY LINE）

### その他
- 坂道の母 - 熊谷ニーナ
- 姫野 湖鳥 - 田村ゆかり
- メージュ - 諏訪部順一
- 有丸 シュンヤ - 梶裕貴
- こうたろーくん - 梶裕貴

## スタッフ
|                               | 第1期                                                    | 第2期                                                    | 第3期                                                    | 第4期                                                    | 第5期                                                    |
| ----------------------------- | -------------------------------------------------------- | -------------------------------------------------------- | -------------------------------------------------------- | -------------------------------------------------------- | -------------------------------------------------------- |
| 原作                          | 渡辺航『弱虫ペダル』秋田書店「週刊少年チャンピオン」連載 | 渡辺航『弱虫ペダル』秋田書店「週刊少年チャンピオン」連載 | 渡辺航『弱虫ペダル』秋田書店「週刊少年チャンピオン」連載 | 渡辺航『弱虫ペダル』秋田書店「週刊少年チャンピオン」連載 | 渡辺航『弱虫ペダル』秋田書店「週刊少年チャンピオン」連載 |
| 監督                          | 鍋島修                                                   | 鍋島修                                                   | 鍋島修                                                   | 鍋島修                                                   | 鍋島修                                                   |
| シリーズ構成                  | 吉田玲子                                                 | 吉田玲子                                                 | 砂山蔵澄                                                 | 砂山蔵澄                                                 | 砂山蔵澄                                                 |
| 脚本                          | N/A                                                      | N/A                                                      | N/A                                                      | N/A                                                      | 砂山蔵澄                                                 |
| キャラクターデザイン          | 吉田隆彦                                                 | 吉田隆彦                                                 | 番由紀子                                                 | 番由紀子                                                 | 番由紀子                                                 |
| デザインワークス              | 水村良男                                                 | 水村良男                                                 | 水村良男                                                 | 水村良男                                                 | 水村良男                                                 |
| デザインワークス              | N/A                                                      | N/A                                                      | 秋篠Denforword日和                                       | 秋篠Denforword日和                                       | 秋篠Denforword日和                                       |
| メインアニメーター            | 堀内博之                                                 | 堀内博之                                                 | 堀内博之                                                 | 堀内博之                                                 | 堀内博之                                                 |
| ライドデザイン                | N/A                                                      | N/A                                                      | 堀内博之                                                 | N/A                                                      | 堀内博之                                                 |
| 美術設定                      | 青木智由紀                                               | 青木智由紀                                               | 青木智由紀                                               | 青木智由紀                                               | 泉寛                                                     |
| 美術監督                      | 吉原俊一郎                                               | 吉原俊一郎                                               | 吉原俊一郎                                               | 吉原俊一郎                                               | 吉原俊一郎                                               |
| 色彩設計                      | 中尾総子                                                 | 中尾総子                                                 | 中尾総子                                                 | 中尾総子                                                 | 中尾総子                                                 |
| CG監督                        | 真田竹志                                                 | 真田竹志                                                 | 佐々木俊宏                                               | 佐々木俊宏                                               | 藤谷秀法                                                 |
| 撮影監督                      | 葛山剛士                                                 | 葛山剛士                                                 | 葛山剛士                                                 | 葛山剛士                                                 | 葛山剛士                                                 |
| 撮影監督                      | N/A                                                      | N/A                                                      | N/A                                                      | N/A                                                      | 金光俊                                                   |
| 編集                          | 坂本久美子                                               | 坂本久美子                                               | 坂本久美子                                               | 坂本久美子                                               | 坂本久美子                                               |
| 音楽                          | 沢田完                                                   | 沢田完                                                   | 沢田完                                                   | 沢田完                                                   | 沢田完                                                   |
| 音楽プロデューサー            | 中村方俊→三上政高                                        | 三上政高                                                 | 三上政高                                                 | 礒部慧利 小林健樹                                        | 有馬由衣                                                 |
| 音楽制作                      | TOHO animation RECORDS                                   | TOHO animation RECORDS                                   | TOHO animation RECORDS                                   | TOHO animation RECORDS                                   | 東宝ミュージック                                         |
| 音響監督                      | 高寺たけし                                               | 高寺たけし                                               | 高寺たけし                                               | 高寺たけし                                               | 高寺たけし                                               |
| 音響制作                      | HALF H・P STUDIO                                         | HALF H・P STUDIO                                         | HALF H・P STUDIO                                         | HALF H・P STUDIO                                         | HALF H・P STUDIO                                         |
| プロデューサー                | 山中一孝                                                 | 山中一孝                                                 | 山中一孝                                                 | 山中一孝                                                 | N/A                                                      |
| プロデューサー                | 鶴木洋介 武川新吾                                        | 鶴木洋介 武川新吾                                        | 鶴木洋介 武川新吾                                        | 竹村逸平                                                 | 竹村逸平                                                 |
| プロデューサー                | 鶴木洋介 武川新吾                                        | 鶴木洋介 武川新吾                                        | 鶴木洋介 武川新吾                                        | 松村勇樹                                                 | 鈴木禎 松隈洋人 渡邉直城 番泰之 野島恵里 大野亮介        |
| プロデューサー                | 高林庸介→数野高輔                                        | 数野高輔                                                 | 数野高輔                                                 | 数野高輔                                                 | 鈴木禎 松隈洋人 渡邉直城 番泰之 野島恵里 大野亮介        |
| プロデューサー                | 大野亮介                                                 | 大野亮介                                                 | 杉浦綾香                                                 | 杉浦綾香                                                 | 鈴木禎 松隈洋人 渡邉直城 番泰之 野島恵里 大野亮介        |
| アニメーション プロデューサー | 竹村逸平                                                 | 竹村逸平                                                 | 竹村逸平                                                 | 片桐秀介                                                 | 伊藤元気                                                 |
| アニメーション制作            | TMS/8PAN                                                 | TMS/8PAN                                                 | TMS/8PAN                                                 | TMS/8PAN                                                 | TMS/Die4Studio                                           |
| 製作                          | 弱虫ペダル製作委員会                                     | 弱虫ペダルGR製作委員会                                   | 弱虫ペダル03製作委員会                                   | 弱虫ペダル04製作委員会                                   | 弱虫ペダル05製作委員会                                   |

## 主題歌

### 第1期
オープニングテーマ
「リクライム」（第1話 - 第12話）
作詞 - SHiNNOSUKE / 作曲・編曲・歌 - ROOKiEZ is PUNK'D
「弱虫な炎」（第13話 - 第25話）
作詞・作曲 - 高津戸信幸 / 編曲・歌 - DIRTY OLD MEN
「Be As One」（第26話 - 第38話）
作詞 - leonn / 作曲・編曲 - 宮崎誠 / 歌 - チーム総北［小野田坂道（山下大輝）、今泉俊輔（鳥海浩輔）、鳴子章吉（福島潤）、金城真護（安元洋貴）、巻島裕介（森久保祥太郎）、田所迅（伊藤健太郎）］

エンディングテーマ
「風を呼べ」（第1話 - 第12話）
作詞・作曲 - 真戸原直人 / 編曲・歌 - アンダーグラフ
「I'm Ready」（第13話 - 第25話）
作詞・作曲 - 高津戸信幸 / 編曲 - DIRTY OLD MEN / 歌 - AUTRIBE feat.DIRTY OLD MEN
「Glory Road」（第26話 - 第38話）
作詞 - Mio Aoyama / 作曲・編曲 - 宮崎誠 / 歌 - チーム箱根学園［福富寿一（前野智昭）、真波山岳（代永翼）、東堂尽八（柿原徹也）、新開隼人（日野聡）、荒北靖友（吉野裕行）、泉田塔一郎（阿部敦）］

劇中歌「恋のヒメヒメぺったんこ」（第1話 - 第3話、第5話、第11話、第26話）
作詞 - 渡辺航 / 作詞補佐 - yura / 作曲・編曲 - 田代智一 / 歌 - 姫野湖鳥（田村ゆかり）
劇中アニメ『ラブ★ヒメ』の主題歌

### 第1期総集編
「Days」
作詞・作曲 - 岡田勇希 / 編曲・歌 - LASTGASP

### 第2期
オープニングテーマ
「Determination」（第1話 - 第12話）
作詞・作曲 - 岡田勇希 / 編曲・歌 - LASTGASP
「リマインド」（第13話 - 第24話）
作詞 - SHiNNOSUKE / 作曲・編曲・歌 - ROOKiEZ is PUNK'D

エンディングテーマ
「リアライズ」（第1話 - 第12話）
作詞 - SHiNNOSUKE / 作曲・編曲・歌 - ROOKiEZ is PUNK'D
「栄光への一秒」（第13話 - 第24話、4期第15話挿入歌）
作詞・作曲 - 高津戸信幸 / 編曲・歌 - MAGIC OF LiFE

### 第2期総集編
「Believer」
作詞・作曲 - 岡田勇希 / 歌 - LASTGASP

スピンオフ
「はじまりの日々」
作詞・作曲 - 高津戸信幸 / 編曲 - akkin、MAGIC OF LiFE / 歌 - MAGIC OF LiFE

### 第3期
オープニングテーマ
「ケイデンス」（第1話 - 第4話、第6話 - 第12話）
作詞 - 夏代孝明、松井洋平 / 作曲・編曲 - 渡辺拓也 / 歌 - 夏代孝明
「トランジット」（第13話 - 第25話）
作詞・作曲・編曲 - 渡辺拓也 / 歌 - 夏代孝明

エンディングテーマ
「ナウオアネバー」（第1話 - 第12話）
作詞・作曲・歌 - 佐伯ユウスケ / 編曲 - 宮崎誠
「タカイトコロ」（第13話 - 第25話）
作詞・作曲・歌 - 佐伯ユウスケ / 編曲 - 宮崎誠

挿入曲「Ludwig van Beethoven」
Sinfonie Nr.9、Sinfonie Nr.5（第3話）
Grande Sonate pathétique（第3話、第4話）

挿入歌
「ヒメのくるくる片想い」（第23話）
作詞 - 渡辺航 / 作曲・編曲 - 渡部チェル / 歌 - 姫野湖鳥（田村ゆかり）
「恋のヒメヒメぺったんこ」（第23話）
作詞 - 渡辺航 / 作詞補佐 - yura / 作曲・編曲 - 田代智一 / 歌 - 姫野湖鳥（田村ゆかり）

### 第3期総集編
「ツヨサヨワサ」
作詞・作曲・歌 - 佐伯ユウスケ / 編曲 - 設楽哲也

### 第4期
オープニングテーマ
「僕の声」（第1話 - 第12話、第25話挿入歌）
作詞・作曲 - 内田直孝 / 編曲 - Rhythmic Toy World、川原祥太 / 歌 - Rhythmic Toy World
「ダンシング」（第13話 - 第25話）
作詞・作曲・歌 - 佐伯ユウスケ / 編曲 - 宮崎誠
エンディングテーマ
「Carry the Hope」（第1話 - 第12話）
作詞 - ミズノゲンキ / 作曲・編曲 - 設楽哲也 / 歌 - THE HIGH CADENCE［小野田坂道（山下大輝）、今泉俊輔（鳥海浩輔）、鳴子章吉（福島潤）、手嶋純太（岸尾だいすけ）、青八木一（松岡禎丞）、鏑木一差（下野紘）］
「Over the Limit」（第13話 - 第25話）
作詞 - ミズノゲンキ / 作曲・編曲 - 睦月周平 / 歌 - ROUTE85［真波山岳（代永翼）、泉田塔一郎（阿部敦）、黒田雪成（野島健児）、葦木場拓斗（宮野真守）、銅橋正清（小野大輔）、新開悠人（内田雄馬）］

### 第5期
オープニングテーマ
「Keep going」（第1話 - 第13話）
作詞 - GEN / 作曲・編曲・歌 - 04 Limited Sazabys
「ラストシーン」（第14話 - 第25話）
作詞 - 竹中雄大 / 作曲 - 竹中雄大・沖聡次郎 / 編曲・歌 - Novelbright
エンディングテーマ
「PRIDE」（第1話 - 第13話）
作詞 - 山田海斗 / 作曲 - 竹中雄大・沖聡次郎 / 編曲・歌 - Novelbright
「アクション」（第14話 - 第25話）
作詞・作曲・編曲 - 佐伯ユウスケ / 歌 - 山下大輝 with 佐伯ユウスケ

## 各話リスト

### 第1期（各話リスト）
| 話数    | サブタイトル             | 脚本     | 絵コンテ        | 演出       | 作画監督                            | アクション 作画監督 | 総作画監督                 | 初放送日       |
| ------- | ------------------------ | -------- | --------------- | ---------- | ----------------------------------- | ------------------- | -------------------------- | -------------- |
| RIDE.1  | アキバにタダで行けるから | 吉田玲子 | 鍋島修          | 原田奈奈   | 岩佐裕子                            | 堀内博之            | 吉田隆彦                   | 2013年 10月8日 |
| RIDE.2  | 部員をふやすため         | 吉田玲子 | 本多康之        | 土屋康郎   | 興村忠美 重国勇二                   | 水村良男 松田真路   | 吉田隆彦                   | 10月15日       |
| RIDE.3  | 僕は友達いないから       | 吉田玲子 | 田所修          | 浅利藤彰   | 小美戸幸代 渡部ゆかり               | 堀内博之            | 吉田隆彦 芝美奈子          | 10月22日       |
| RIDE.4  | 鳴子章吉                 | 広田光毅 | 本多康之        | 伊藤秀樹   | 小嶌エリナ                          | 松田真路 水村良男   | 吉田隆彦                   | 10月29日       |
| RIDE.5  | 総北高校自転車競技部     | 吉田玲子 | 田中良          | 宮原秀二   | 宮西多麻子 湖川友謙                 | 堀内博之            | 芝美奈子 村谷貴志          | 11月5日        |
| RIDE.6  | ウエルカムレース         | 砂山蔵澄 | 大庭秀昭        | 大庭秀昭   | 敷島博英                            | 水村良男 松田真路   | 吉田隆彦 芝美奈子          | 11月12日       |
| RIDE.7  | 追いつきたい！           | 福嶋幸典 | 田所修          | 原田奈奈   | 堀内博之 渡部ゆかり                 | 堀内博之            | 村谷貴志 芝美奈子 岩佐裕子 | 11月19日       |
| RIDE.8  | スプリントクライム!!     | 広田光毅 | 西森章          | 土屋康郎   | 井口忠一 青鉢芳信                   | 水村良男 松田真路   | 吉田隆彦 芝美奈子          | 11月26日       |
| RIDE.9  | 全力VS全力               | 広田光毅 | 鍋島修          | 浅利藤彰   | 岡崎洋美 小谷杏子                   | 堀内博之            | 村谷貴志 岩佐裕子          | 12月3日        |
| RIDE.10 | ピークスパイダー         | 吉田玲子 | 本多康之        | 宮原秀二   | 湖川友謙 宮西多麻子                 | 水村良男 松田真路   | 芝美奈子 吉田隆彦          | 12月10日       |
| RIDE.11 | 肉弾列車!!               | 砂山蔵澄 | 田所修          | 神原敏昭   | 小嶌エリナ                          | 堀内博之            | 村谷貴志                   | 12月17日       |
| RIDE.12 | 合宿初日！               | 福嶋幸典 | 大庭秀昭        | 大庭秀昭   | 小美戸幸代 高木信一郎               | 水村良男 松田真路   | 芝美奈子 吉田隆彦          | 12月24日       |
| RIDE.13 | 今泉と鳴子の1000km       | 吉田玲子 | 本多康之        | 原田奈奈   | 宍戸久美子 朴炯仁                   | 水村良男 松田真路   | 村谷貴志 岩佐裕子          | 2014年 1月7日  |
| RIDE.14 | 朝霧の再会               | 広田光毅 | 西森章          | 福本潔     | 尾形健一郎 菊地功一 外間亮          | 水村良男 松田真路   | 吉田隆彦 芝美奈子          | 1月14日        |
| RIDE.15 | 策略                     | 福嶋幸典 | 宇田鋼之介      | 浅利藤彰   | 広道一輪 宮西多麻子                 | 堀内博之            | 村谷貴志                   | 1月21日        |
| RIDE.16 | 一点突破                 | 砂山蔵澄 | 田所修          | 佐々木純人 | 中野彰子                            | 松田真路 水村良男   | 吉田隆彦 芝美奈子          | 1月28日        |
| RIDE.17 | 最後尾の小野田           | 広田光毅 | 大庭秀昭        | 大庭秀昭   | 菅野智之 高木信一郎                 | 堀内博之            | 岩佐裕子 村谷貴志          | 2月4日         |
| RIDE.18 | 全力の勝負               | 福嶋幸典 | 西森章          | 宮原秀二   | 渡部ゆかり 小美戸幸代 原田幸枝      | 松田真路 水村良男   | 吉田隆彦 芝美奈子          | 2月11日        |
| RIDE.19 | 新たなるスタート         | 砂山蔵澄 | 宇田鋼之介      | 佐藤和麿   | 尾形健一郎 菊地功一                 | 堀内博之            | 岩佐裕子 村谷貴志          | 2月18日        |
| RIDE.20 | 真波山岳                 | 吉田玲子 | 大宙征基        | 神原敏昭   | 小嶌エリナ                          | 松田真路 水村良男   | 吉田隆彦 芝美奈子          | 2月25日        |
| RIDE.21 | 石道の蛇                 | 吉田玲子 | 西森章          | 原田奈奈   | 宮西多麻子 岡崎洋美                 | 堀内博之            | 村谷貴志 岩佐裕子          | 3月4日         |
| RIDE.22 | インターハイ開幕         | 広田光毅 | 大庭秀昭        | 大庭秀昭   | 高橋敦子 小美戸幸代                 | 水村良男            | 吉田隆彦 芝美奈子          | 3月11日        |
| RIDE.23 | トップスプリンター!!     | 福嶋幸典 | 大宙征基        | 北川正人   | 中野彰子                            | 君島繁 松田真路     | 村谷貴志 岩佐裕子 芝美奈子 | 3月18日        |
| RIDE.24 | 震える泉田               | 砂山蔵澄 | 狩田豪也        | 浅利藤彰   | 菅野智之 宍戸久美子                 | 堀内博之            | 吉田隆彦 芝美奈子          | 3月25日        |
| RIDE.25 | 負け                     | 広田光毅 | 大宙征基        | 宮原秀二   | 宮西多麻子 渡部ゆかり               | 松田真路            | 村谷貴志 岩佐裕子          | 4月1日         |
| RIDE.26 | 空が見える               | 吉田玲子 | 薮木凛          | 佐藤和磨   | 尾形健一郎 菊地功一                 | 君島繁              | 吉田隆彦 柴田美波          | 4月8日         |
| RIDE.27 | 山神東堂                 | 福嶋幸典 | 大庭秀昭        | 大庭秀昭   | 中本尚 小美戸幸代                   | 堀内博之            | 村谷貴志                   | 4月15日        |
| RIDE.28 | 100人の関所              | 広田光毅 | 大宙征基        | 神原敏昭   | 小嶌エリナ                          | 松田真路            | 吉田隆彦 柴田美波          | 4月22日        |
| RIDE.29 | 山頂                     | 砂山蔵澄 | 鍋島修          | 小坂知     | 山本美佳 とみながまり               | 君島繁              | 吉田隆彦 村谷貴志          | 4月29日        |
| RIDE.30 | 荒北と今泉               | 吉田玲子 | 狩田豪也        | 原田奈奈   | 岡崎洋美 宮西多麻子                 | 堀内博之            | 柴田美波                   | 5月6日         |
| RIDE.31 | 強者3人                  | 広田光毅 | 鵜飼ゆうき      | 宮原秀二   | 南伸一郎 渡部ゆかり                 | 堀内博之            | 村谷貴志                   | 5月13日        |
| RIDE.32 | 希望の夜                 | 福嶋幸典 | 大宙征基        | 浅利藤彰   | 薄谷栄之 高橋敦子                   | 君島繁              | 柴田美波 岡崎洋美          | 5月20日        |
| RIDE.33 | ヒメなのだ               | 砂山蔵澄 | 鍋島修 大庭秀昭 | 大庭秀昭   | 菅野智之 宍戸久美子                 | 堀内博之            | 吉田隆彦 柴田美波 岡崎洋美 | 5月27日        |
| RIDE.34 | 新開隼人                 | 広田光毅 | 光枝愛治        | 佐藤和磨   | 尾形健一郎 菊地功一                 | 君島繁              | 吉田隆彦 村谷貴志          | 6月3日         |
| RIDE.35 | 勝利する男               | 福嶋幸典 | 宇田鋼之介      | 神原敏昭   | 小嶌エリナ                          | 堀内博之            | 柴田美波 岡崎洋美          | 6月10日        |
| RIDE.36 | 最強最速                 | 砂山蔵澄 | 田所修          | 宮原秀二   | 小美戸幸代 中本尚 薄谷栄之 水村良男 | 君島繁              | 吉田隆彦 村谷貴志          | 6月17日        |
| RIDE.37 | 王者交代                 | 広田光毅 | 光枝愛治        | 浅利藤彰   | 山本美佳 宮西多麻子                 | 堀内博之            | 柴田美波 岡崎洋美          | 6月23日        |
| RIDE.38 | 総北の魂                 | 吉田玲子 | 鍋島修 薮木凛   | 大庭秀昭   | 岡崎洋美 南伸一郎                   | 君島繁 水村良男     | 吉田隆彦 村谷貴志          | 6月30日        |

### 第2期（各話リスト）
| 話数    | サブタイトル        | 脚本     | 絵コンテ | 演出              | 作画監督                                                                      | アクション 作画監督 | 総作画監督                   | 初放送日       |
| ------- | ------------------- | -------- | -------- | ----------------- | ----------------------------------------------------------------------------- | ------------------- | ---------------------------- | -------------- |
| ROAD.1  | フェイズ49          | 砂山蔵澄 | 狩田豪也 | 原田奈奈          | 岡崎洋美 山本美佳 渡部ゆかり                                                  | 堀内博之            | 吉田隆彦                     | 2014年 10月6日 |
| ROAD.2  | エースたち          | 福嶋幸典 | 園田雅裕 | 園田雅裕          | 小美戸幸代 宮西多麻子                                                         | 堀内博之            | 吉田隆彦 村谷貴志            | 10月13日       |
| ROAD.3  | 翔                  | 広田光毅 | 鍋島修   | 佐藤和磨          | 山本美佳 飯飼一幸 米本奈苗                                                    | 堀内博之            | 吉田隆彦 芝美奈子            | 10月20日       |
| ROAD.4  | 覚悟                | 吉田玲子 | 鍋島修   | 原田奈奈          | 岡崎洋美 渡部ゆかり 小美戸幸代 中本尚                                         | 堀内博之            | 吉田隆彦 村谷貴志            | 10月27日       |
| ROAD.5  | 薬局までの3km       | 岡田邦彦 | 大庭秀昭 | 大庭秀昭          | 宮西多麻子 中本尚 小美戸幸代                                                  | 堀内博之            | 吉田隆彦 芝美奈子            | 11月3日        |
| ROAD.6  | モってる男          | 福嶋幸典 | 薮木凛   | 村上貴之 山口美浩 | 五十内祐輔 桐谷真咲 永吉隆志                                                  | 堀内博之            | 吉田隆彦 村谷貴志            | 11月10日       |
| ROAD.7  | 迫る、集団          | 広田光毅 | 加瀬充子 | 佐藤和麿          | 岡崎洋美 小美戸幸代 石川晋吾 斎藤大輔                                         | 堀内博之            | 吉田隆彦 芝美奈子 宮西多麻子 | 11月17日       |
| ROAD.8  | アラキタ            | 砂山蔵澄 | 田中良   | 黒田晃一郎        | はしもとかつみ                                                                | 堀内博之            | 吉田隆彦 村谷貴志 宮西多麻子 | 11月24日       |
| ROAD.9  | 呉の闘犬            | 福嶋幸典 | 薮木凛   | 山口美浩 金森勝   | 永吉隆志 渡辺ゆかり 桐谷真咲 小美戸幸代                                       | 堀内博之            | 吉田隆彦 宮西多麻子 芝美奈子 | 12月1日        |
| ROAD.10 | その先の領域        | 広田光毅 | 園田雅裕 | 園田雅裕          | 岡崎洋美 米本奈苗 山本美佳                                                    | 堀内博之            | 吉田隆彦 宮西多麻子 村谷貴志 | 12月8日        |
| ROAD.11 | サバイバル          | 岡田邦彦 | 大庭秀昭 | 神原敏昭          | 小嶌エリナ 渡邉慶子                                                           | 堀内博之            | 吉田隆彦 宮西多麻子 芝美奈子 | 12月15日       |
| ROAD.12 | 泉田の誇り          | 砂山蔵澄 | 大宙征基 | 原田奈奈          | 山本美佳 近藤瑠依 宍戸久美子                                                  | 堀内博之            | 吉田隆彦 宮西多麻子 村谷貴志 | 12月22日       |
| ROAD.13 | 激走、山中湖        | 福嶋幸典 | 大宙征基 | 佐藤和麿          | 小美戸幸代 田中彩 中本尚                                                      | 堀内博之            | 吉田隆彦 宮西多麻子 芝美奈子 | 2015年 1月5日  |
| ROAD.14 | 最後の作戦          | 岡田邦彦 | 薮木凛   | 黒田晃一郎        | はしもとかつみ                                                                | 堀内博之            | 吉田隆彦 宮西多麻子 村谷貴志 | 1月12日        |
| ROAD.15 | 鳴子！真骨頂！      | 広田光毅 | 田中良   | 山口美浩          | 永吉隆志 小畑賢 桐谷真咲 中小路佳毅                                           | 堀内博之            | 吉田隆彦 岡崎洋美 芝美奈子   | 1月26日        |
| ROAD.16 | エース今泉！        | 砂山蔵澄 | 加瀬充子 | 大庭秀昭          | 斎藤大輔 岡崎洋美 渡部ゆかり                                                  | 堀内博之            | 吉田隆彦 宮西多麻子 村谷貴志 | 2月2日         |
| ROAD.17 | 箱根学園ゼッケン6番 | 岡田邦彦 | 大宙征基 | 神原敏昭          | 小嶌エリナ 渡邉慶子                                                           | 堀内博之            | 吉田隆彦 岡崎洋美 芝美奈子   | 2月9日         |
| ROAD.18 | 一歩一歩            | 福嶋幸典 | 薮木凛   | 園田雅裕          | 小美戸幸代 中本尚 田中彩                                                      | 堀内博之            | 吉田隆彦 宮西多麻子 村谷貴志 | 2月16日        |
| ROAD.19 | 坂道の役割          | 広田光毅 | 薮木凛   | 山口美浩          | 永吉隆志 小畑賢 篠田章 桐谷真咲 中小路佳毅                                    | 堀内博之            | 吉田隆彦 岡崎洋美 芝美奈子   | 2月23日        |
| ROAD.20 | 今泉vs御堂筋        | 岡田邦彦 | 鍋島修   | 原田奈奈          | 米本奈苗 近藤瑠依 山本美佳                                                    | 堀内博之            | 吉田隆彦 宮西多麻子 村谷貴志 | 3月2日         |
| ROAD.21 | 91番                | 福嶋幸典 | 田中良   | 黒田晃一郎        | はしもとかつみ                                                                | 堀内博之            | 吉田隆彦 岡崎洋美 芝美奈子   | 3月9日         |
| ROAD.22 | 真波と坂道          | 広田光毅 | 加瀬充子 | 佐藤和麿          | 小美戸幸代 渡部ゆかり 斎藤大輔                                                | 堀内博之            | 吉田隆彦 宮西多麻子 村谷貴志 | 3月16日        |
| ROAD.23 | 約束の道            | 砂山蔵澄 | 薮木凛   | 山口美浩          | 市野まりあ 中小路佳毅 臼井篤史 竹本佳子 桐谷真咲 松下純子 室山祥子 木下由美子 | 堀内博之            | 吉田隆彦 岡崎洋美 芝美奈子   | 3月23日        |
| ROAD.24 | WINNER              | 吉田玲子 | 鍋島修   | 原田奈奈          | 田中彩 小美戸幸代 米本奈苗 山本美佳                                           | 堀内博之            | 吉田隆彦 宮西多麻子 村谷貴志 | 3月30日        |

### 第3期（各話リスト）
| 話数    | サブタイトル            | 脚本     | 絵コンテ        | 演出              | 作画監督                                         | アクション 作画監督 | 総作画監督                            | 初放送日       |
| ------- | ----------------------- | -------- | --------------- | ----------------- | ------------------------------------------------ | ------------------- | ------------------------------------- | -------------- |
| RIDE.01 | 最後の峰ヶ山            | 砂山蔵澄 | 鍋島修          | 大庭秀昭          | 宍戸久美子 岡崎洋美                              | 南伸一郎 小澤和則   | 村谷貴志                              | 2017年 1月10日 |
| RIDE.02 | 巻島が残したもの        | 砂山蔵澄 | 紅優 鵜飼ゆうき | 森邦宏            | 米本奈苗 斎藤大輔                                | 南伸一郎 小澤和則   | 村谷貴志 宮西多麻子                   | 1月17日        |
| RIDE.03 | 手嶋、魂の走り          | 福嶋幸典 | 紅優 鵜飼ゆうき | 池田智美          | 竹本佳子                                         | 南伸一郎 小澤和則   | 番由紀子 村谷貴志 宮西多麻子          | 1月24日        |
| RIDE.04 | 峰ヶ山で一番速い男      | 岡田邦彦 | あきとし        | 村山靖            | 小林ゆかり                                       | 南伸一郎 小澤和則   | 番由紀子 宮西多麻子 岡崎洋美          | 1月31日        |
| RIDE.05 | 自転車異種格闘技場!!    | 久尾歩   | あきとし        | 黒田晃一郎        | はしもとかつみ 渡辺一平太                        | 南伸一郎 小澤和則   | 村谷貴志 宮西多麻子                   | 2月7日         |
| RIDE.06 | 鳴子 VS 御堂筋          | 広田光毅 | 大庭秀昭        | 大庭秀昭          | 岩岡優子 小美戸幸代                              | 南伸一郎 小澤和則   | 番由紀子 村谷貴志 宮西多麻子          | 2月14日        |
| RIDE.07 | 最後の走行会            | 砂山蔵澄 | 紅優 鵜飼ゆうき | 宮原秀二          | 中山由美 宮西多麻子                              | 南伸一郎 小澤和則   | 番由紀子 岡村洋美                     | 2月21日        |
| RIDE.08 | ゴールライン            | 福嶋幸典 | 紅優 鵜飼ゆうき | 関暁子            | 小嶌エリナ                                       | 南伸一郎 小澤和則   | 番由紀子 村谷貴志 宮西多麻子          | 2月28日        |
| RIDE.09 | 新生総北、始動！        | 岡田邦彦 | 越智一裕        | 森邦宏            | 米本奈苗 宍戸久美子                              | 南伸一郎 小澤和則   | 番由紀子 村谷貴志 宮西多麻子          | 3月7日         |
| RIDE.10 | 杉元兄弟の絆            | 久尾歩   | 大脊戸聡        | 大脊戸聡          | 斎藤大輔 近藤いずみ 二宮奈那子                   | 南伸一郎 小澤和則   | 番由紀子 岡崎洋美 宮西多麻子          | 3月14日        |
| RIDE.11 | 決着                    | 広田光毅 | 鍋島修          | 斉藤啓也          | 岩岡優子 小美戸幸代                              | 南伸一郎 小澤和則   | 番由紀子 村谷貴志 宮西多麻子          | 3月21日        |
| RIDE.12 | トラブル！              | 砂山蔵澄 | あきとし        | 黒田晃一郎        | 佐藤弘明 齋藤樹里 はしもとかつみ 渡辺一平太      | 南伸一郎 小澤和則   | 番由紀子 村谷貴志 宮西多麻子 岡崎洋美 | 3月28日        |
| RIDE.13 | 1000km再び              | 福嶋幸典 | 大庭秀昭        | 大庭秀昭          | 中山由美 二宮奈那子 三浦雅子                     | 南伸一郎 小澤和則   | 番由紀子 宮西多麻子 岡崎洋美 村谷貴志 | 4月4日         |
| RIDE.14 | 凡人と天才              | 岡田邦彦 | 紅優 鵜飼ゆうき | 池田智美          | 竹本佳子                                         | 南伸一郎 小澤和則   | 村谷貴志 宮西多麻子                   | 4月11日        |
| RIDE.15 | 古賀のゴール            | 久尾歩   | 紅優 鵜飼ゆうき | 五月女有作        | 上野翔太 内野明雄 佐々木敏子 中村統子            | 南伸一郎 小澤和則   | 番由紀子 岡崎洋美                     | 4月18日        |
| RIDE.16 | 2度目のインターハイ     | 広田光毅 | 森邦宏          | 宮原秀二          | とみながまり 米本奈苗                            | 南伸一郎 小澤和則   | 村谷貴志 宮西多麻子                   | 4月25日        |
| RIDE.17 | スタート!!!             | 福嶋幸典 | あきとし        | 関暁子            | 小嶌エリナ                                       | 南伸一郎 小澤和則   | 番由紀子 岡崎洋美 芝美奈子            | 5月2日         |
| RIDE.18 | ふくらむ青八木          | 砂山蔵澄 | 宮崎なぎさ      | 黒田晃一郎        | 渡辺一平太 はしもとかつみ                        | 南伸一郎 小澤和則   | 村谷貴志 宮西多麻子 芝美奈子          | 5月9日         |
| RIDE.19 | 怪道銅橋                | 岡田邦彦 | 大庭秀昭        | 大庭秀昭          | 宍戸久美子 小美戸幸代 田角麻奈美                 | 南伸一郎 小澤和則   | 番由紀子 宮西多麻子 芝美奈子 岡崎洋美 | 5月16日        |
| RIDE.20 | 鏑木、全開！            | 久尾歩   | 越智一裕        | 池田智美          | 竹本佳子                                         | 南伸一郎 小澤和則   | 村谷貴志 宮西多麻子 芝美奈子 番由紀子 | 5月23日        |
| RIDE.21 | 箱根学園、動く！        | 広田光毅 | あきとし        | ながはまのりひこ  | 米本奈苗 斎藤大輔 田角麻奈美                     | 南伸一郎 小澤和則   | 番由紀子 岡崎洋美 芝美奈子            | 5月30日        |
| RIDE.22 | ゼッケン1のプレッシャー | 福嶋幸典 | 森邦宏          | 森邦宏            | 中山由美 小美戸幸代 宍戸久美子                   | 南伸一郎 小澤和則   | 村谷貴志 宮西多麻子 芝美奈子          | 6月6日         |
| RIDE.23 | 坂道、追撃              | 岡田邦彦 | 紅優 鵜飼ゆうき | 関暁子            | 竹村南 小嶌エリナ 浜友里恵 林弘子 大森理恵       | 南伸一郎 小澤和則   | 番由紀子 芝美奈子 岡崎洋美            | 6月13日        |
| RIDE.24 | 雑草の走り              | 久尾歩   | 紅優 鵜飼ゆうき | 斉藤啓也          | 宮西多麻子 三浦雅子                              | 南伸一郎 小澤和則   | 村谷貴志 芝美奈子                     | 6月20日        |
| RIDE.25 | 空を仰ぐ                | 砂山蔵澄 | 鍋島修          | 大庭秀昭 原田奈奈 | 岡崎洋美 とみながまり 米本奈苗 岩岡優子 中山由美 | 南伸一郎 小澤和則   | 番由紀子 芝美奈子                     | 6月27日        |

### 第4期（各話リスト）
| 話数    | サブタイトル             | 脚本     | 絵コンテ        | 演出               | 作画監督                                                | アクション 作画監督 | 総作画監督                            | 初放送日      |
| ------- | ------------------------ | -------- | --------------- | ------------------ | ------------------------------------------------------- | ------------------- | ------------------------------------- | ------------- |
| LINE.01 | 最終局面へ               | 砂山蔵澄 | 鍋島修          | 原田奈奈           | 番由紀子 村谷貴志                                       | 堀内博之 南伸一郎   | -                                     | 2018年 1月9日 |
| LINE.02 | 2人のエース!!            | 砂山蔵澄 | 大庭秀昭        | 大庭秀昭           | 米本奈苗                                                | 堀内博之 南伸一郎   | 芝美奈子 宮西多麻子                   | 1月16日       |
| LINE.03 | 約束の時                 | 岡田邦彦 | 鍋島修          | 黒田晃一郎         | 渡邉一平太 はしもとかつみ                               | 堀内博之 南伸一郎   | 宮西多麻子                            | 1月23日       |
| LINE.04 | 覚悟の5人                | 久尾歩   | 紅優 鵜飼ゆうき | 備前克彦           | 小嶌エリナ 林弘子 竹村南 高野ゆかり                     | 堀内博之 南伸一郎   | 番由紀子                              | 1月30日       |
| LINE.05 | 削る3秒                  | 広田光毅 | 紅優 鵜飼ゆうき | 池田智美           | 次橋有紀 たなかみほ 萩原正人 船越麻友実 中俣由貴乃      | 堀内博之 南伸一郎   | 村谷貴志                              | 2月6日        |
| LINE.06 | 揺らぐ総北               | 福島幸典 | 鍋島修          | 原田奈奈           | 米本奈苗 岡崎洋美                                       | 堀内博之 南伸一郎   | 芝美奈子 宮西多麻子                   | 2月13日       |
| LINE.07 | 希望の足音               | 砂山蔵澄 | 金崎貴臣        | 斉藤啓也           | 宮西多麻子 小美戸幸代 岩岡優子                          | 堀内博之 南伸一郎   | 番由紀子                              | 2月20日       |
| LINE.08 | 2日目、スタート!!        | 岡田邦彦 | 大庭秀昭        | 大庭秀昭           | 小美戸幸代 三浦雅子 岡崎洋美 二宮奈那子                 | 堀内博之 南伸一郎   | 村谷貴志 芝美奈子 宮西多麻子          | 2月27日       |
| LINE.09 | 願いのタスキ             | 久尾歩   | 紅優 鵜飼ゆうき | 黒田晃一郎         | はしもとかつみ 渡邉一平太                               | 堀内博之 南伸一郎   | 番由紀子 宮西多麻子 芝美奈子          | 3月6日        |
| LINE.10 | 16番、新開悠人           | 広田光毅 | 紅優 鵜飼ゆうき | 松川朋弘           | 斎藤大輔 中山由美                                       | 堀内博之 南伸一郎   | 村谷貴志 芝美奈子 宮西多麻子          | 3月13日       |
| LINE.11 | 山王                     | 福島幸典 | サトウシンジ    | 池田智美           | 岩岡優子 次橋有紀 萩原正人 船越麻友美 中俣由貴乃        | 堀内博之 南伸一郎   | 番由紀子 宮西多麻子 芝美奈子          | 3月20日       |
| LINE.12 | こぼれ落ちた想い         | 砂山蔵澄 | 菅原静貴        | 大庭秀昭           | 宍戸久美子 三浦雅子 二宮奈那子                          | 堀内博之 南伸一郎   | 村谷貴志 芝美奈子 宮西多麻子          | 3月27日       |
| LINE.13 | 罪を背負いし者           | 岡田邦彦 | 金崎貴臣        | 備前克彦           | 小嶌エリナ 林弘子                                       | 堀内博之 南伸一郎   | 番由紀子 芝美奈子 宮西多麻子          | 4月3日        |
| LINE.14 | 心のつつみ、心の函       | 久尾歩   | 大庭秀昭        | 大庭秀昭           | 中山由美 小美戸幸代 森七奈 近藤瑠衣 竹本佳子 中俣由貴乃 | 堀内博之 南伸一郎   | 村谷貴志 芝美奈子 宮西多麻子          | 4月10日       |
| LINE.15 | 歓喜のスプリントライン   | 広田光毅 | 紅優 鵜飼ゆうき | 原田奈奈           | 宮西多麻子 米本奈苗                                     | 堀内博之 南伸一郎   | 番由紀子 芝美奈子                     | 4月17日       |
| LINE.16 | 遅れる総北               | 福島幸典 | 紅優 鵜飼ゆうき | 黒田晃一郎         | はしもとかつみ 渡邉一平太                               | 堀内博之 南伸一郎   | 村谷貴志 芝美奈子 宮西多麻子          | 4月24日       |
| LINE.17 | 山のはじまり             | 砂山蔵澄 | 紅優 鵜飼ゆうき | 松川朋弘           | 松岡秀明 斎藤大輔 南伸一郎                              | 堀内博之            | 番由紀子 芝美奈子 宮西多麻子          | 5月1日        |
| LINE.18 | 鳴子の意地               | 岡田邦彦 | 大庭秀昭        | 大庭秀昭           | とみながまり 次橋有紀 菅野智之 岡崎洋美                 | 堀内博之 南伸一郎   | 村谷貴志 芝美奈子 宮西多麻子          | 5月8日        |
| LINE.19 | 近づく山頂               | 久尾歩   | 鍋島修          | 藤原和々           | 米本奈苗 宍戸久美子 岩岡優子                            | 堀内博之 南伸一郎   | 番由紀子 芝美奈子 宮西多麻子          | 5月15日       |
| LINE.20 | 山岳賞                   | 福島幸典 | サトウシンジ    | サトウシンジ       | 中山由美 小美戸幸代                                     | 堀内博之 南伸一郎   | 村谷貴志 芝美奈子 宮西多麻子          | 5月22日       |
| LINE.21 | リミッター               | 広田光毅 | 紅優 鵜飼ゆうき | 備前克彦           | 林弘子 中山由美 小美戸幸代 岩岡優子 齊藤大輔 米本奈苗   | 堀内博之 南伸一郎   | 番由紀子 芝美奈子 宮西多麻子          | 5月29日       |
| LINE.22 | 3人の強者                | 岡田邦彦 | 紅優 鵜飼ゆうき | 黒田晃一郎         | はしもとかつみ 渡邉一平太                               | 堀内博之 南伸一郎   | 村谷貴志 芝美奈子 宮西多麻子          | 6月5日        |
| LINE.23 | 勝利者                   | 久尾歩   | 大庭秀昭        | 大庭秀昭           | 三浦雅子 次橋有紀 菅野智之 萩原よしこ                   | 堀内博之 南伸一郎   | 番由紀子 芝美奈子 宮西多麻子          | 6月12日       |
| LINE.24 | 小さな峠                 | 砂山蔵澄 | 小坂知          | 小坂知             | 宮西多麻子 堀内博之 とみながまり                        | 南伸一郎            | 村谷貴志 芝美奈子                     | 6月19日       |
| LINE.25 | それぞれのスタートライン | 砂山蔵澄 | 鍋島修          | 池田智美、松川朋弘 | 小美戸幸代 次橋有紀 中山由美 斎藤大輔 米本奈苗          | 堀内博之 南伸一郎   | 番由紀子 村谷貴志 芝美奈子 宮西多麻子 | 6月26日       |

### 第5期（各話リスト）
| 話数     | サブタイトル              | 絵コンテ       | 演出     | 作画監督                                                         | アクション 作画監督 | 総作画監督                            | 初放送日       |
| -------- | ------------------------- | -------------- | -------- | ---------------------------------------------------------------- | ------------------- | ------------------------------------- | -------------- |
| BREAK.01 | 最終日、スタート!!        | 鍋島修         | 大庭秀昭 | 日向正樹 中山由美 菅野智之 飯飼一幸                              | 南伸一郎            | 番由紀子 岩岡優子                     | 2022年 10月9日 |
| BREAK.02 | ピラニア                  | 佐藤真人       | 鈴木孝聡 | 岩岡優子 宮西多麻子                                              | 浜津武広            | 番由紀子 宮西多麻子                   | 10月16日       |
| BREAK.03 | 共に進む力                | 宇田鋼之介     | 辻橋綾佳 | 古徳真美 江原小百合 北島勇樹                                     | 南伸一郎            | 番由紀子 岩岡優子                     | 10月23日       |
| BREAK.04 | 共に進む力チーム2人       | 黒瀬大輔       | 黒瀬大輔 | 小美戸幸代 久保茉莉子 宍戸久美子 中村純子                        | 南伸一郎            | 番由紀子 宮西多麻子 日向正樹          | 10月30日       |
| BREAK.05 | 先輩                      | 大嶋博之       | 西尾良寬 | 能條理行 志水よしこ しまだひであき 菅野智之 熊田亜輝 萩原正人    | 南伸一郎            | 宮西多麻子 日向正樹                   | 11月6日        |
| BREAK.06 | 銅橋正清のインターハイ    | 大庭秀昭       | 鈴木孝聡 | 次橋有紀 久保茉莉子 小美戸幸代                                   | 南伸一郎            | 番由紀子 岩岡優子                     | 11月20日       |
| BREAK.07 | FINAL ROAD!               | 頂真司         | 白石道太 | 菅野智之 中山由美 宍戸久美子                                     | 南伸一郎            | 宮西多麻子 日向正樹                   | 11月27日       |
| BREAK.08 | 手嶋のオーダー            | 鎌倉由実       | 上原秀明 | 古徳真美 江原小百合 北島勇樹                                     | 南伸一郎            | 番由紀子 岩岡優子                     | 12月4日        |
| BREAK.09 | 転校生                    | 林直孝         | 大庭秀昭 | 重國浩子 大庭幸子 菅野智之 山田香央里 中本尚 重松佐和子          | 南伸一郎            | 宮西多麻子 日向正樹                   | 12月18日       |
| BREAK.10 | 響きあう振動              | 大嶋博之       | 伊藤秀樹 | 田中織枝 川添政和 菅野智之                                       | 南伸一郎            | 番由紀子 岩岡優子                     | 12月25日       |
| BREAK.11 | 仰ぎ見た空                | 境宗久         | 西尾良寬 | 久保茉莉子 小美戸幸代 志水よしこ 嘉村弘之                        | 南伸一郎            | 宮西多麻子 日向正樹                   | 2023年 1月8日  |
| BREAK.12 | 来襲!!                    | 頂真司         | 黒瀬大輔 | 次橋有紀 能條理行 菅野智之 萩原正人                              | 南伸一郎            | 番由紀子 岩岡優子                     | 1月15日        |
| BREAK.13 | 新開悠人の覚悟            | 林直孝         | 鈴木孝聡 | 菅野智之 中山由美 宍戸久美子 重松佐和子 中俣由貴乃 熊田亜輝      | 南伸一郎            | 宮西多麻子 日向正樹                   | 1月22日        |
| BREAK.14 | 鳴子VS真波 ギリギリバトル | 頂真司         | 加藤顕   | 古徳真美 江原小百合 北島勇樹                                     | 南伸一郎            | 番由紀子 岩岡優子                     | 1月29日        |
| BREAK.15 | 攻防!ダウンヒル!!         | 鍋島修         | 大庭秀昭 | 久保茉莉子 宍戸久美子 南伸一郎 菅野智之 堀江由美                 | 南伸一郎            | 宮西多麻子 日向正樹                   | 1月29日        |
| BREAK.16 | 鳴子特急!!                | 頂真司         | 白石道太 | しまだひであき 中山由美 小美戸幸代 次橋有紀                      | 堀内博之 南伸一郎   | 番由紀子 岩岡優子 竹本佳子            | 2月5日         |
| BREAK.17 | 変わる風向き              | 頂真司         | 室谷靖   | 重國浩子 大庭幸子 菅野智之 山田香央里 重松佐和子                 | 南伸一郎            | 宮西多麻子 日向正樹                   | 2月5日         |
| BREAK.18 | ウォーターゲートダイブ    | 大嶋博之       | 西尾良寬 | 西尾良寬 菅野智之 能條理行 佐々木幸恵 嘉村弘之                   | 南伸一郎            | 番由紀子 岩岡優子 日向正樹 宮西多麻子 | 2月12日        |
| BREAK.19 | 最後のオーダー            | 大庭秀昭       | 鈴木孝聡 | 次橋有紀 久保茉莉子 中山由美 萩原正人 王斌                       | 南伸一郎            | 宮西多麻子 日向正樹                   | 2月19日        |
| BREAK.20 | 5月の水族館               | 頂真司         | 加藤顕   | 北島勇樹 江原小百合 古徳真美 次橋有紀 針生愛理 西尾良寬 菅野智之 | 南伸一郎 堀内博之   | 番由紀子 竹本佳子 岩岡優子 宮西多麻子 | 2月26日        |
| BREAK.21 | スイッチとハナウタ        | 頂真司         | 黒瀬大輔 | 菅野智之 重國浩子 大庭幸子 中本尚                                | 南伸一郎 堀内博之   | 宮西多麻子 日向正樹                   | 3月5日         |
| BREAK.22 | 声、届け                  | 林直孝         | 白石道太 | 菅野智之 中山由美 宍戸久美子 山田香央里 飯飼一幸                 | 南伸一郎            | 岩岡優子 竹本佳子 番由紀子            | 3月12日        |
| BREAK.23 | 金城、最後の仕事          | 頂真司         | 西尾良寬 | 堀江由美 しまだひであき 熊田亜輝 本田創一                        | 南伸一郎            | 宮西多麻子 日向正樹                   | 3月19日        |
| BREAK.24 | 2人のラストスプリント     | 森川滋、鍋島修 | 鈴木孝聡 | 久保茉莉子 能條理行 菅野智之 重松佐和子                          | 堀内博之 南伸一郎   | 番由紀子 宮西多麻子 岩岡優子 竹本佳子 | 3月26日        |
| BREAK.25 | 大空に手を挙げた者        | 鍋島修         | 大庭秀昭 | 宮西多麻子 中山由美 堀江由美 宍戸久美子 重國浩子 菅野智之        | 南伸一郎            | 番由紀子                              | 3月26日        |

## 放送局
| 放送期間                                             | 放送時間                                                 | 放送局         | 対象地域・備考                       |
| ---------------------------------------------------- | -------------------------------------------------------- | -------------- | ------------------------------------ |
| 2013年10月8日 - 2014年6月30日                        | 火曜 1:35 - 2:05（月曜深夜）                             | テレビ東京     | 関東広域圏 / 製作参加                |
| 2013年10月9日 - 2014年7月1日                         | 水曜 1:35 - 2:05（火曜深夜）                             | テレビ北海道   | 北海道                               |
|                                                      |                                                          | テレビ大阪     | 大阪府                               |
| 2013年10月10日 - 2014年7月2日                        | 木曜 1:40 - 2:10（水曜深夜）                             | テレビせとうち | 岡山県・香川県                       |
| 2013年10月11日 - 2014年7月3日                        | 金曜 1:35 - 2:05（木曜深夜）                             | テレビ愛知     | 愛知県                               |
|                                                      | 金曜 2:00 - 2:30（木曜深夜）                             | TVQ九州放送    | 福岡県                               |
| 2013年10月13日 - 2014年1月12日2014年1月19日 - 7月6日 | 日曜 20:00 - 20:30日曜 20:00 - 20:25                     | AT-X           | 日本全域 / CS放送 / リピート放送あり |
| 2014年1月13日 - 4月7日2014年4月15日 - 9月29日        | 月曜 1:50 - 2:20（日曜深夜）火曜 0:57 - 1:27（月曜深夜） | 長崎放送       | 長崎県                               |

| 配信開始日     | 配信時間                   | 配信サイト         | 備考                               |
| -------------- | -------------------------- | ------------------ | ---------------------------------- |
| 2013年10月11日 | 金曜 23:00 - 23:30         | ニコニコ生放送     |                                    |
|                | 金曜 23:30 更新            | ニコニコチャンネル | 第1話常設無料、第2話以降一週間無料 |
| 2013年10月13日 | 日曜 0:00（土曜深夜） 更新 | バンダイチャンネル |                                    |

| 放送期間                      | 放送時間                     | 放送局         | 対象地域・備考                       |
| ----------------------------- | ---------------------------- | -------------- | ------------------------------------ |
| 2014年10月7日 - 2015年3月31日 | 火曜 1:35 - 2:05（月曜深夜） | テレビ東京     | 関東広域圏 / 製作参加                |
| 2014年10月8日 - 2015年4月1日  | 水曜 1:35 - 2:05（火曜深夜） | テレビ北海道   | 北海道                               |
|                               |                              | テレビ大阪     | 大阪府                               |
| 2014年10月9日 - 2015年4月2日  | 木曜 1:40 - 2:10（水曜深夜） | テレビせとうち | 岡山県・香川県                       |
| 2014年10月10日 - 2015年4月3日 | 金曜 1:35 - 2:05（木曜深夜） | テレビ愛知     | 愛知県                               |
|                               | 金曜 2:00 - 2:30（木曜深夜） | TVQ九州放送    | 福岡県                               |
|                               | 金曜 23:00 - 23:30           | AT-X           | 日本全域 / CS放送 / リピート放送あり |
| 2014年10月14日 - 2015年4月7日 | 火曜 0:57 - 1:27（月曜深夜） | 長崎放送       | 長崎県                               |

| 配信開始日     | 配信時間                   | 配信サイト         | 備考                               |
| -------------- | -------------------------- | ------------------ | ---------------------------------- |
| 2014年10月10日 | 金曜 23:30 - 土曜 0:00     | ニコニコ生放送     |                                    |
| 2014年10月11日 | 土曜 0:00（金曜深夜） 更新 | ニコニコチャンネル | 第1話常設無料、第2話以降一週間無料 |
| 2014年10月12日 | 日曜 0:00（土曜深夜） 更新 | バンダイチャンネル |                                    |
|                | 日曜 12:00 更新            | dアニメストア      |                                    |

| 放送期間                | 放送時間                     | 放送局         | 対象地域・備考                       |
| ----------------------- | ---------------------------- | -------------- | ------------------------------------ |
| 2017年1月10日 - 6月27日 | 火曜 1:35 - 2:05（月曜深夜） | テレビ東京     | 関東広域圏 / 製作参加                |
|                         |                              | テレビ北海道   | 北海道                               |
|                         |                              | テレビ愛知     | 愛知県                               |
|                         | 火曜 3:00 - 3:30（月曜深夜） | TVQ九州放送    | 福岡県                               |
| 2017年1月12日 - 6月29日 | 木曜 2:10 - 2:40（水曜深夜） | テレビせとうち | 岡山県・香川県                       |
|                         | 木曜 3:05 - 3:35（水曜深夜） | テレビ大阪     | 大阪府                               |
|                         | 木曜 21:00 - 21:30           | AT-X           | 日本全域 / CS放送 / リピート放送あり |
| 2017年1月16日 - 7月3日  | 月曜 1:20 - 1:50（日曜深夜） | 長崎放送       | 長崎県                               |
| 2017年1月22日 - 7月9日  | 日曜 2:20 - 2:50（土曜深夜） | 宮崎放送       | 宮崎県                               |
| 2017年3月9日 - 8月24日  | 木曜 2:30 - 3:00（水曜深夜） | テレビ和歌山   | 和歌山県                             |

| 配信開始日    | 配信時間              | 配信サイト |
| ------------- | --------------------- | --- |
| 2017年1月12日 | 木曜 6:00以降順次更新 | Amazon ビデオ （現Amazon Prime Video） DMM.com dアニメストア Google Play GYAO! GYAO!ストア HAPPY!動画 J:COMオンデマンド PlayStation Video TSUTAYA TV U-NEXT YouTube アクトビラ アニメ放題 ニコニコチャンネル ニコニコ生放送 ひかりTV ビデオパス （現TELASA） ビデオマーケット ビデックスJP（現VIDEX） フジテレビオンデマンド （現FOD） ムービーフルplus 楽天ShowTime （現Rakuten TV） |

| 放送期間                | 放送時間                     | 放送局         | 対象地域・備考                       |
| ----------------------- | ---------------------------- | -------------- | ------------------------------------ |
| 2018年1月9日 - 6月26日  | 火曜 2:05 - 2:35（月曜深夜） | テレビ東京     | 関東広域圏                           |
|                         |                              | テレビ大阪     | 大阪府                               |
|                         | 火曜 3:00 - 3:30（月曜深夜） | TVQ九州放送    | 福岡県                               |
|                         | 火曜 3:05 - 3:35（月曜深夜） | テレビ愛知     | 愛知県                               |
| 2018年1月10日 - 6月27日 | 水曜 2:35 - 3:05（火曜深夜） | テレビ北海道   | 北海道                               |
| 2018年1月11日 - 6月28日 | 木曜 2:10 - 2:40（水曜深夜） | テレビせとうち | 岡山県・香川県                       |
| 2018年1月12日 - 6月29日 | 金曜 20:00 - 20:30           | AT-X           | 日本全域 / CS放送 / リピート放送あり |
| 2018年1月15日 - 7月2日  | 月曜 1:20 - 1:50（日曜深夜） | 長崎放送       | 長崎県                               |

| 配信開始日    | 配信時間               | 配信サイト |
| ------------- | ---------------------- | --- |
| 2018年1月11日 | 木曜 12:00以降順次更新 | ニコニコチャンネル ニコニコ生放送 あにてれ dアニメストア U-NEXT アニメ放題 ひかりTV J:COMオンデマンド GYAO! Amazonビデオ（現Amazon Prime Video） DMM GYAO!ストア HAPPY!動画 PlayStation Video RakutenSHOWTIME（現Rakuten TV） TSUTAYA TV VIDEX アクトビラ バンダイチャンネル ビデオマーケット ムービーフルplus |

| 放送期間                      | 放送時間                     | 放送局  | 対象地域・備考 |
| ----------------------------- | ---------------------------- | ------- | -------------- |
| 2022年10月9日 - 2023年3月26日 | 日曜 0:00 - 0:25（土曜深夜） | NHK総合 | 日本全域       |

| 配信開始日     | 配信時間                | 配信サイト | 備考                   |
| -------------- | ----------------------- | --- | ---------------------- |
| 2022年10月10日 | 月曜 20:00 更新         | dアニメストア（本店・ニコニコ支店・for Prime Video） Hulu U-NEXT | 先行配信               |
| 2022年10月15日 | 土曜 20:00 以降順次更新 | ABEMAプレミアム Amazon Prime Video dTV （現Lemino） FOD J:COMオンデマンド milplus NETFLIX Paravi TELASA（TELASA・auスマートパスプレミアム） アニメ放題 ひかりTV                               | 見放題配信             |
|                |                         | ABEMA GYAO! ニコニコ生放送 | 最新話期間限定無料配信 |
|                |                         | Amazon Prime Video DMM.com GYAO!ストア HAPPY!動画 J:COMオンデマンド milplus music.jp Rakuten TV TELASA VIDEX ニコニコチャンネル バンダイチャンネル ひかりTV ビデオマーケット ムービーフルPlus | レンタル配信           |

| テレビ東京 火曜 1:35（月曜深夜）枠   | テレビ東京 火曜 1:35（月曜深夜）枠 | テレビ東京 火曜 1:35（月曜深夜）枠 |
| 前番組                               | 番組名                             | 次番組                             |
| ------------------------------------ | ---------------------------------- | ---------------------------------- |
| 神のみぞ知るセカイ 女神篇            | 弱虫ペダル                         | ハナヤマタ                         |
| ハナヤマタ                           | 弱虫ペダル GRANDE ROAD             | 週替わり特番 ※1:00 - 2:00          |
| 灼熱の卓球娘                         | 弱虫ペダル NEW GENERATION          | 異世界食堂                         |
| テレビ東京 火曜 2:05（月曜深夜）枠   |                                    |                                    |
| Wake Up, Girs! 新章                  | 弱虫ペダル GLORY LINE              | 京都寺町三条のホームズ             |
| NHK総合 日曜 0:00 - 0:25（土曜深夜） |                                    |                                    |
| キングダム（第4シリーズ）            | 弱虫ペダル LIMIT BREAK             | TIGER & BUNNY2                     |

### 海外での放送
- アメリカ、カナダでは、Discotek Media（英語版）が第2期までの放映権を購入し、Crunchyrollで放映した。
- オーストラリア、ニュージーランドでは、マッドマン・エンターテインメントが第2期までの放映権を購入し、「AnimeLab」として放映した。

## OAD
2013年8月8日にテレビアニメに先駆けコミックス第29巻OAD付き限定版が発売された。

### 主題歌（OAD）
エンディングテーマ「Top of Tops!」
作詞 - 三浦誠司 / 作曲 - 中村久志 / 歌 - 寒咲幹（諏訪彩花）

### 各話リスト（OAD）
| 第29巻 | 弱虫ペダル SPECIAL RIDE | 吉田玲子 | 鍋島修 | 大庭秀昭 | 堀内博之 岩佐裕子 | 吉田隆彦 |

## 劇場版

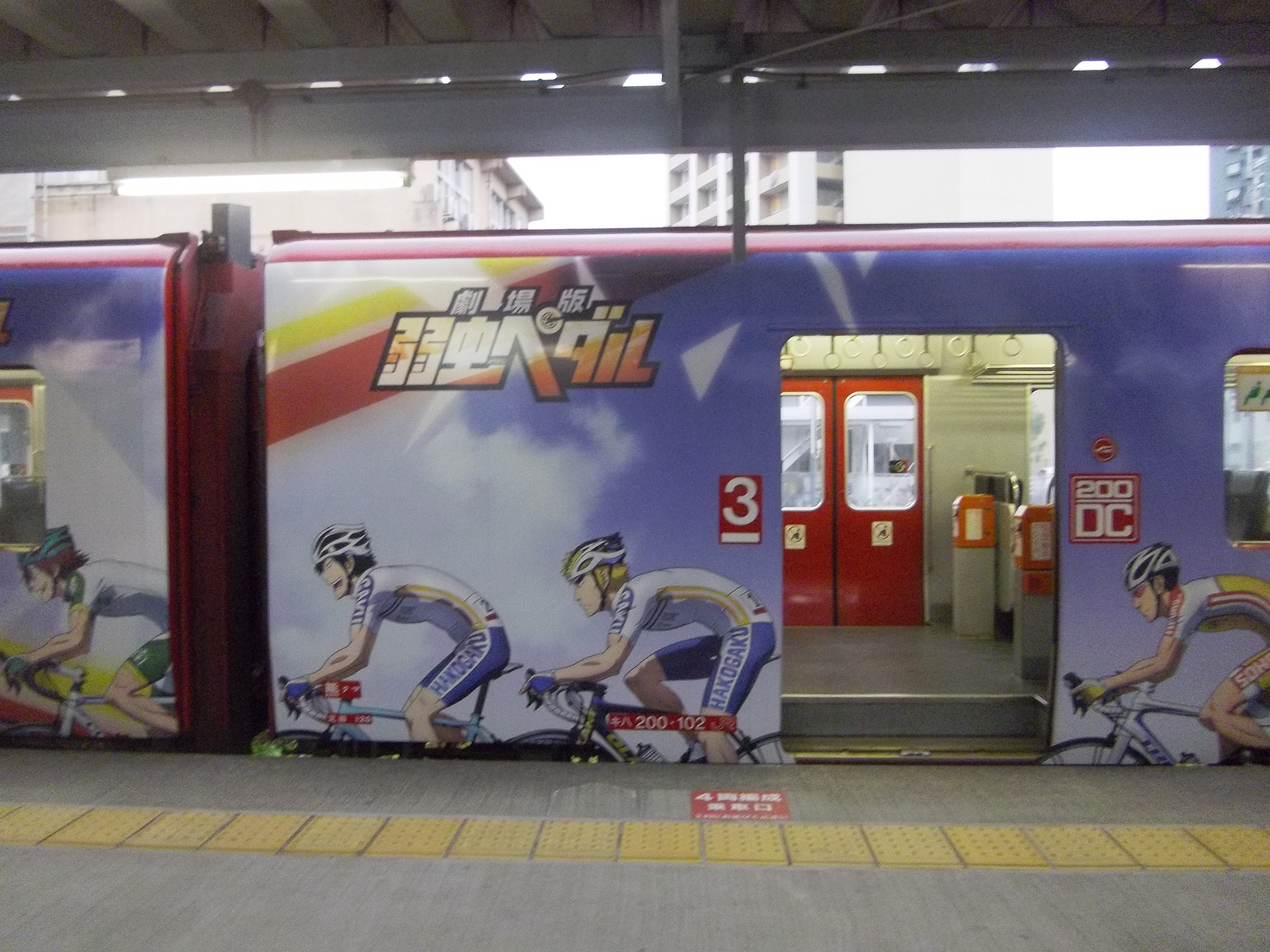
2015年にJR九州で運行された、劇場版タイアップのラッピング列車

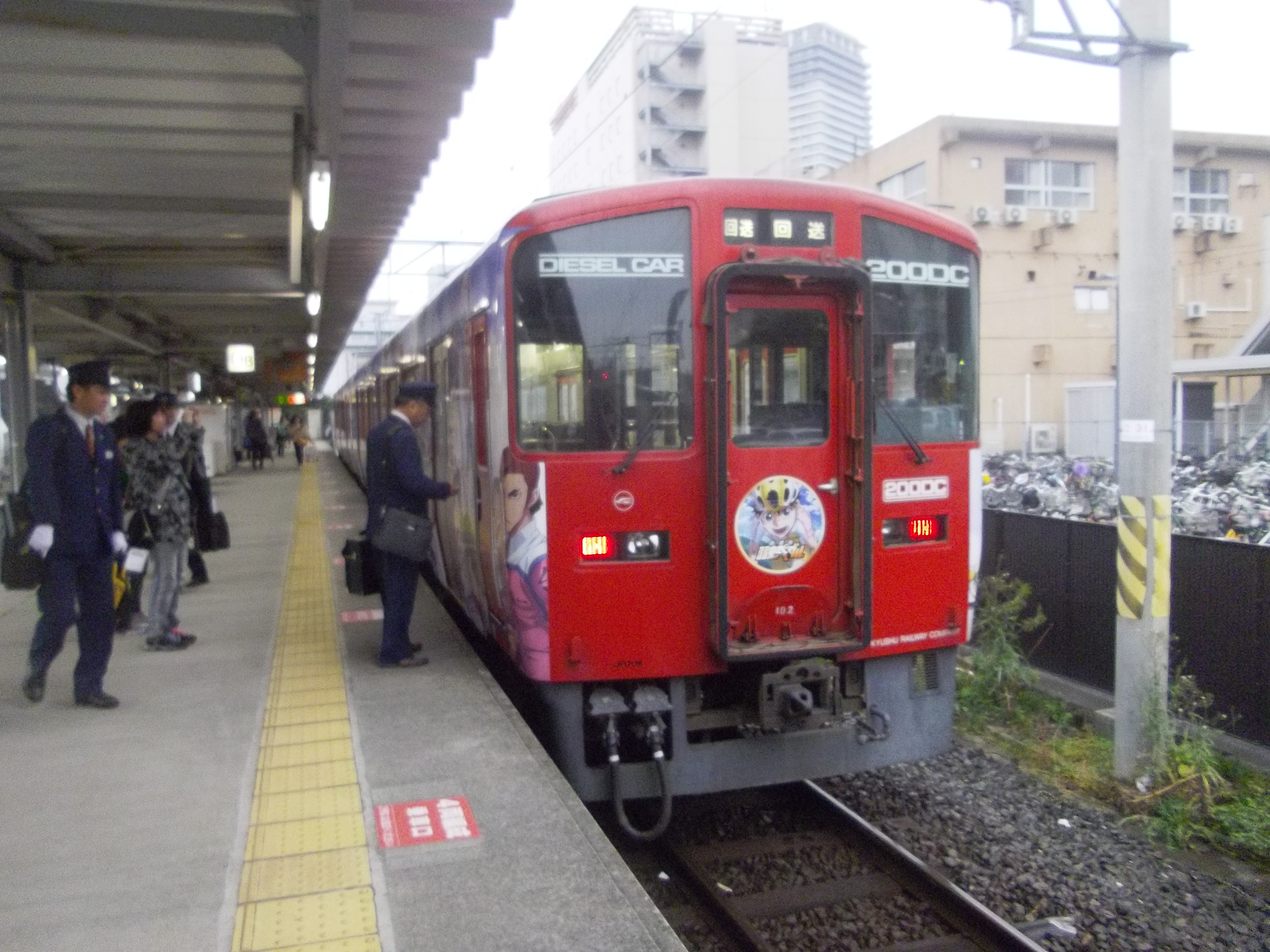
豊肥本線の運用に就く、JR九州「弱虫ペダル ラッピングトレイン」。熊本駅0Bのりばにて

『劇場版 弱虫ペダル』（げきじょうばん よわむしペダル）のタイトルで、2015年8月28日に劇場版アニメが公開された。渡辺航書き下ろしによるストーリーで、「熊本火の国やまなみレース」での総北高校と箱根学園とのライバル戦に京都伏見高校や呉南工業高校などの他校が絡んだ激戦が描かれる。
同年5月28日には、宮野真守が劇場版のオリジナルキャラクターである熊本台一の吉本進役として出演することが発表され、同年7月17日にはゲスト声優として原作のファンでもあるテレビ東京アナウンサーの狩野恵里が在京局のアナウンサー役で出演することが発表され、同年7月31日には劇場版の舞台である熊本県のマスコットキャラクター「くまモン」がゲスト出演することが発表された。
同年4月18日から9月末まで、伊豆箱根鉄道駿豆線にて、ラッピング電車（3000系）が運行された。車体には総北高校自転車競技部のメンバーと箱根学園自転車競技部のメンバーがラッピングされている。
同年8月5日から8月31日まで大手牛丼チェーン店であるすき家にて、コラボキャンペーン『ツール・ド・SUKIYA』が実施された。期間中すき家の店内にポスターやテーブルシールで『劇場版 弱虫ペダル』のビジュアルを掲出。また、期間中にすき家で500円購入するごとに総北高校自転車競技部のメンバーお薦めメニューの人気投票に参加でき、投票者全員にモバイル壁紙がプレゼントされた。
同年8月11日には日刊スポーツの号外『弱虫ペダル新聞』が1部350円で発売された。全32ページでオールカラーの紙面には、渡辺航のインタビューやキャラクター名鑑、劇場版や1年次インターハイのコース図、声優トークなどが掲載された。
同年8月18日から大手コンビニチェーンであるローソンにて、コラボ商品が発売された。菓子パンやスナック菓子のほかにも。ティッシュやリップバーム、メタルチャームストラップなどが店頭に並んだ。
同年8月18日から大手スーパーチェーンであるイオンでオリジナルのランチョンマットがもらえるキャンペーンが実施された。デザインは全9種類あり、対象商品を4点以上全国のイオンで購入した人に贈呈される。
同年8月23日からはJR九州の熊本駅・阿蘇駅・三角駅のみどりの窓口および切符売り場にて記念切符の発売が行われたほか、11月1日まで「弱虫ペダルラッピングトレイン」が運行された。
興行収入は4億7000万円。

### あらすじ（劇場版）
インターハイ総合優勝を掴んだ総北高校自転車競技部は熊本県で行われる「熊本火の国やまなみロードレース」に招待された。例年なら参加を断っていた箱根学園も今回は参加を表明し、京都伏見や広島呉南などのインターハイ上位校が続々と参戦することになる。
ニューマシンに乗ることになった坂道はまた巻島と走れることを楽しみにしていたが、その巻島が9月からイギリスで生活するために突然自転車競技部を退部することになった。
坂道が失意のまま熊本へ向かった総北自転車競技部は空港で熊本台一の田浦吉昭からの出迎えを受けるが、坂道は田浦のチームメイトであるエースクライマーの吉本進から宣戦布告を受ける。

### オリジナルキャラクター
吉本 進（よしもと しん）
声 - 宮野真守
熊本台一高校3年生。クライマー、愛車はサーヴェロで車体色はオレンジ。KHYレースでのゼッケン番号は081。「火の国炎のクライマー」のあだ名を持つ。
インターハイは県大会での落車によるケガで入院していたため出場できなかった。田浦曰く「自分より強い男」と豪語するほどの実力を持ち、インターハイで優勝した坂道に対して宣戦布告をする。
1日目はまだメンタル面で不調だった坂道を押さえるも、山岳は東堂に抑えられたため真波にリザルトを奪われた。そのため最初は坂道のことを「敵ではない」と軽く見ていた。2日目はスタート時に東堂のもとに向って宣戦布告しようとするが、巻島のことで頭がいっぱいの東堂から相手にされなかった。レース中総北メンバーが「恋のヒメヒメぺったんこ」を歌いながら追い付いてきた際は「阿蘇の大地に奇妙な歌が聞こえる」と呟き、前日とは違いペースの上がった坂道のケイデンスを見て田浦と共に追走するがダンシングでさらに速度を上げられ大きく差をつけられた。その姿を見て昨日とは別人と口にしたうえで「楽しそうに上りよる」と呟く。
劇場版の公開に先駆け、原作では『弱虫ペダル SPARE BIKE』第23話で井瀬の回想に入院中の姿で登場する。
レポーター
声 - 狩野恵里（テレビ東京アナウンサー）
在京テレビ局のアナウンサー。くまモンと共に1日目のコース説明をしたり、各ポイントのアナウンスをしている。

### スタッフ（劇場版）
- 原作・ストーリー原案 - 渡辺航「弱虫ペダル」秋田書店「週刊少年チャンピオン」連載
- 総監督 - 鍋島修
- 監督 - 長沼範裕
- 脚本 - 吉田玲子
- 絵コンテ - 西澤晋、今井一暁、田中良、長沼範裕
- 演出 - 渡部穏寛、今井一暁、宮原秀二、矢花馨
- キャラクターデザイン - 番由紀子、岩佐裕子
- サブキャラクターデザイン - 芝美奈子
- プロップデザイン - 小坂知
- 総作画監督 - 番由紀子、岩佐裕子、村谷貴志
- 作画監督 - 芝美奈子、岡崎洋美、宮西多麻子、清水洋、椛島洋介、水村良男、井元一彰、金甫旻、米本奈苗、秋山由樹子、小栗寛子、中本尚、大沢美奈、渡部ゆかり、薄谷栄之、江森真理子、小坂知、中本和樹
- デザインワークス - 水村良男
- 2Dワークス - 西谷知恵
- 美術設定・3Dレイアウト - 青木智由紀、イノセユキエ
- 美術監督 - 吉原俊一郎
- 色彩設計 - 中尾総子
- CG監督 - 真田竹志
- 撮影監督 - 葛山剛士、野上大地
- 特殊効果 - 入佐芽詠美
- 編集 - 坂本久美子
- 音響監督 - 高寺たけし
- 音響効果 - 小山健二
- 音楽 - 沢田完
- 音楽プロデューサー - 三上政高
- 音楽制作 - TOHO animation RECORDS
- プロデューサー - 鶴木洋介、山中一孝、和田慎之介、武川新吾、大野亮介
- アニメーションプロデューサー - 竹村逸平
- アニメーション制作 - TMS/8PAN
- 製作 - 劇場版弱虫ペダル製作委員会（トムス・エンタテインメント、東宝、テレビ東京、秋田書店、テレビ東京メディアネット）
- 配給 - 東宝映像事業部

### 音楽
主題歌「Link」
作詞・作曲 - 岡田勇希 / 編曲・歌 - LASTGASP
挿入歌「恋のヒメヒメぺったんこ」
作詞 - 渡辺航 / 作詞補佐 - yura / 作曲・編曲 - 田代智一 / 歌 - 姫野湖鳥（田村ゆかり）

## SPARE BIKE
『弱虫ペダル SPARE BIKE』のタイトルで、2016年9月9日から2週間限定で公開された。『弱虫ペダル SPARE BIKE』をアニメ化したもので、巻島と東堂の過去や荒北のなんてことない日常が描かれる。

### あらすじ（SPARE BIKE）
坂道や山岳が1年生の時に3年生だった巻島や東堂の知られざる過去のドラマ。作中屈指のクライマーである坂道憧れの先輩巻島と山岳憧れの先輩東堂にも、そのポジションに上り詰めるまでには数々の軌跡があった。
総北高校に入学した巻島は、自転車競技部に入部することで広い世界に羽ばたくことができると期待に胸を膨らませていた。しかし、巻島の独特なダンシングは先輩に笑われ、そのダンシングを直すように指導される。山を登ることがただ好きで、自転車に乗ればすべてを変えられる。自転車は自由だと信じていた巻島は心が折れてしまう。ある日の練習の後、部の主将である寒咲通司が巻島に語りかける。
中学2年生だった東堂は、ある日、友人である糸川修作から自転車レースに誘われる。ヘルメットを被ることで、髪が乱れることを理由に参加を断ったが、試しに2人で道路を走ってみると、修作がロードバイクで走っているのに対し、東堂はママチャリであるにも関わらず、ロスのない走りでロードバイクの才能を見せつける。髪が乱れるからと言って参加を断っていた自分が、髪型も気にせず、夢中でペダルを回していた自分に驚く東堂。そんな彼は修作とともにレースに出ることを決意する。

### オリジナルキャラクター（SPARE BIKE）
糸川修作（いとかわ しゅうさく）
声 - 阪口大助
東堂と同じ箱根湯本台中学出身で同級生。実家は「CYCLE SPOP 糸川」という自転車屋で、買ってもらったばかりの自転車で箱根有料道路という道を使用し開催される「HAKONE道 ヒルクライム」に参加するために東堂を誘う。
皆水（みなみ）
声 - 伊瀬茉莉也
学年は不明だが東堂よりも年上。修作の実家の自転車屋によく部品を買いに来る、箱根学園自転車競技部のマネージャー。東堂の友人である糸川修作が好意を表している。修作に「このヒルクライムで1位を取れたらチューしてあげる」と約束をしている。
修作の家の自転車店でよく部品を買っている。東堂にカチューシャをつけるきっかけを作り、4〜5年後に地元でインターハイが開催することを教え箱根学園に進学するよう勧めている。

### スタッフ（SPARE BIKE）
- 原作 - 渡辺航「弱虫ペダル SPARE BIKE」秋田書店「別冊少年チャンピオン」連載
- 監督 - 鍋島修
- 脚本 - 広田光毅・久尾歩
- キャラクターデザイン - 村谷貴志
- 美術設定 - 青木智由紀
- 美術監督 - 李凡善
- 色彩設計 - 中尾総子
- CG監督 - 佐々木俊宏
- 撮影監督 - 葛山剛士
- 編集 - 坂本久美子
- 音響監督 - 高寺たけし
- 音楽 - 沢田完
- 音楽制作 - TOHO animation RECORDS
- アニメーション制作 - TMS/8PAN
- 製作 - 弱虫ペダルSB製作委員会
- 配給 - 東宝映画事業部

### 音楽（SPARE BIKE）
主題歌「はじまりの日々」
作詞・作曲 - 高津戸信幸 / 編曲 - akkin・MAGIC OF LiFE / 歌 - MAGIC OF LiFE

## Webアニメ
『ちばペダル 〜弱虫ペダルと学ぶ自転車交通安全〜』は、弱虫ペダルと千葉県とのコラボで、総北高校自転車競技部のメンバーとチーバくんが自転車の安全利用に関する情報を伝えるコラボアニメが自転車交通安全キャンペーンとして製作された。2016年7月より全6話が順次配信された。
| 第1話 | 自転車は「車」の仲間       | 2016年 7月1日 |
| 第2話 | 歩道は歩行者優先           | 7月15日       |
| 第3話 | その乗り方、危険です       | 7月29日       |
| 第4話 | 自分の愛車を整備しよう     | 8月12日       |
| 第5話 | 自転車の放置はやめましょう | 8月26日       |
| 第6話 | 夜間はライトが身を守る     | 9月9日        |

## インターネットラジオ

### 弱虫ペダル クライマーズレディオっショ！
2013年9月30日から2014年7月7日まで音泉にて配信されていたインターネットラジオ番組。隔週月曜日更新。全22回。パーソナリティは山下大輝（小野田坂道 役）、森久保祥太郎（巻島裕介 役）。

#### ゲスト（クライマーズレディオっショ！）
- 第1回：渡辺航（原作者）　※ニコニコ生放送にて収録
- 第2回：SHiNNOSUKE（ROOKiEZ is PUNK'D）、真戸原直人（アンダーグラフ）、鳥海浩輔（今泉俊輔 役）、福島潤（鳴子章吉 役）　※ニコニコ生放送にて収録
- 第5回：福島潤（鳴子章吉 役）
- 第8回：宮田幸季（杉元照文 役）
- 第9回：安元洋貴（金城真護 役）
- 第10回：前野智昭（福富寿一 役）、柿原徹也（東堂尽八 役）、代永翼 (真波山岳 役）　※ニコニコ生放送にて収録
- 第12回：岸尾だいすけ（手嶋純太 役）
- 第15回：岸尾だいすけ（手嶋純太 役）　※Y’s road新宿にてロケ
- 第16回：阿部敦（泉田塔一郎 役）
- 第17回：吉野裕行（荒北靖友 役）
- 第19回：伊藤健太郎（田所迅 役）
- 第20回：福島潤（鳴子章吉 役）

| 発売日        | タイトル                                                 | 収録回          | 規格品番    |
| ------------- | -------------------------------------------------------- | --------------- | ----------- |
| 2014年4月30日 | ラジオCD「弱虫ペダル クライマーズレディオっショ！」Vol.1 | 第1回 - 第6回   | TBZR-0199/2 |
| 2014年6月25日 | ラジオCD「弱虫ペダル クライマーズレディオっショ！」Vol.2 | 第7回 - 第14回  | TBZR-0226/7 |
| 2014年9月24日 | ラジオCD「弱虫ペダル クライマーズレディオっショ！」Vol.3 | 第15回 - 第22回 | TBZR-0293/4 |

### 弱虫ペダル グランロードレディオっショ！
2014年9月15日から2015年9月14日まで音泉にて配信されていたインターネットラジオ番組。第1回から第16回まで隔週月曜日更新、第17回から第23回まで月1回不定日更新。全23回。パーソナリティは山下大輝（小野田坂道 役）、森久保祥太郎（巻島裕介 役）。

#### ゲスト（グランロードレディオっショ！）
- 第2回：遊佐浩二（御堂筋翔 役）
- 第5回：日野聡（新開隼人 役）
- 第7回：前野智昭（福富寿一 役）
- 第12回：福島潤（鳴子章吉 役）
- 第13回：柿原徹也（東堂尽八 役）
- 第15回：鳥海浩輔（今泉俊輔 役）
- 第17回：野島裕史（石垣光太郎 役）、吉野裕行（荒北靖友 役）、代永翼 (真波山岳 役）、伊藤健太郎（田所迅 役）
- 第19回：代永翼 (真波山岳 役）
- 第20回：福島潤（鳴子章吉 役）
- 第21回：安元洋貴（金城真護 役）、伊藤健太郎（田所迅 役）
- 第22回：安元洋貴（金城真護 役）、伊藤健太郎（田所迅 役）
- 第23回：ムラムラタムラ（お笑い芸人）

| 発売日        | タイトル                                                 | 収録回          | 規格品番    |
| ------------- | -------------------------------------------------------- | --------------- | ----------- |
| 2015年1月28日 | ラジオCD「弱虫ペダル グランロードレディオっショ！」Vol.1 | 第1回 - 第6回   | TBZR-0365/6 |
| 2015年4月29日 | ラジオCD「弱虫ペダル グランロードレディオっショ！」Vol.2 | 第7回 - 第12回  | TBZR-0421/2 |
| 2015年9月30日 | ラジオCD「弱虫ペダル グランロードレディオっショ！」Vol.3 | 第13回 - 第18回 | TBZR-0423/4 |
| 2016年1月27日 | ラジオCD「弱虫ペダル グランロードレディオっショ！」Vol.4 | 第19回 - 第23回 | TBZR-0574/5 |

### 弱虫ペダル ニュージェネラジオ！
2016年12月26日から2017年7月10日まで音泉にて配信されていたインターネットラジオ番組。隔週月曜日更新。パーソナリティは山下大輝（小野田坂道 役）、代永翼（真波山岳 役）。

#### ゲスト（ニュージェネラジオ！）
- 第3回 - 岸尾だいすけ（手嶋純太 役）
- 第4回 - 福島潤（鳴子章吉 役）
- 第5回 - 阿部敦（泉田塔一郎 役）
- 第6回 - 羽多野渉（段竹竜包 役）
- 第7回 - 宮田幸季（杉元照文 役）、市来光弘（杉元定時 役）
- 第8回 - 野島健児（黒田雪成 役）
- 第9回 - 松岡禎丞（青八木一 役）
- 第11回 - 小野大輔（銅橋正清 役）
- 第13回 - 岸尾だいすけ（手嶋純太 役）、下野紘（鏑木一差 役）
- 第14回 - 鳥海浩輔（今泉俊輔 役）

| 発売日        | タイトル                                         | 収録回        | 規格品番    |
| ------------- | ------------------------------------------------ | ------------- | ----------- |
| 2017年3月29日 | ラジオCD「弱虫ペダル ニュージェネラジオ！」Vol.1 | 第1回 - 第5回 | TBZR-0837/8 |

### 弱虫ペダル グローリーレディオ
2018年1月12日から7月26日までニコニコ生放送にて配信されたインターネットラジオ番組。月1更新。パーソナリティは山下大輝（小野田坂道 役）、代永翼（真波山岳 役）。

#### ゲスト（グローリーレディオ）
- 第1回 - 森久保祥太郎（巻島裕介 役）
- 第2回 - 吉野裕行（荒北靖友 役）、野島健児（黒田雪成 役）
- 第3回 - 松岡禎丞（青八木一 役）、下野紘（鏑木一差 役）
- 第4回 - 阿部敦（泉田塔一郎 役）、福山潤（岸神小鞠 役）
- 第5回 - 宮野真守（葦木場拓斗 役）、内田雄馬（新開悠人 役）、佐伯ユウスケ（第4期第2クールOPアーティスト）
- 第6回 - 森久保祥太郎（巻島裕介 役）、柿原徹也（東堂尽八 役）
- 第7回 - 鳥海浩輔（今泉俊輔 役）、福島潤（鳴子章吉 役）

## BD / DVD
| 巻      | 発売日         | 収録話          | 規格品番   | 規格品番   |
| 巻      | 発売日         | 収録話          | BD         | DVD        |
| ------- | -------------- | --------------- | ---------- | ---------- |
| 1       | 2013年12月20日 | 第1話 - 第3話   | TBR-23461D | TDV-23481D |
| 2       | 2014年1月24日  | 第4話 - 第6話   | TBR-23462D | TDV-23482D |
| 3       | 2014年2月21日  | 第7話 - 第9話   | TBR-23463D | TDV-23483D |
| 4       | 2014年3月19日  | 第10話 - 第12話 | TBR-23464D | TDV-23484D |
| 5       | 2014年4月16日  | 第13話 - 第15話 | TBR-23465D | TDV-23485D |
| 6       | 2014年5月14日  | 第16話 - 第18話 | TBR-23466D | TDV-23486D |
| 7       | 2014年6月18日  | 第19話 - 第21話 | TBR-23467D | TDV-23487D |
| 8       | 2014年7月16日  | 第22話 - 第24話 | TBR-23468D | TDV-23488D |
| 9       | 2014年8月20日  | 第25話 - 第27話 | TBR-23469D | TDV-23489D |
| 10      | 2014年9月17日  | 第28話 - 第30話 | TBR-23470D | TDV-23490D |
| 11      | 2014年10月15日 | 第31話 - 第33話 | TBR-23471D | TDV-23491D |
| 12      | 2014年11月19日 | 第34話 - 第36話 | TBR-23472D | TDV-23492D |
| 13      | 2014年12月17日 | 第37話 - 第38話 | TBR-23473D | TDV-23493D |
| Re:RIDE | 2014年12月17日 | Re:RIDE         | TBR-24829D | TDV-24830D |

| 巻      | 発売日         | 収録話          | 規格品番   | 規格品番   |
| 巻      | 発売日         | 収録話          | BD         | DVD        |
| ------- | -------------- | --------------- | ---------- | ---------- |
| 1       | 2015年1月21日  | 第1話 - 第3話   | TBR-25021D | TDV-25031D |
| 2       | 2015年2月18日  | 第4話 - 第6話   | TBR-25022D | TDV-25032D |
| 3       | 2015年3月18日  | 第7話 - 第9話   | TBR-25023D | TDV-25033D |
| 4       | 2015年4月15日  | 第10話 - 第12話 | TBR-25024D | TDV-25034D |
| 5       | 2015年5月20日  | 第13話 - 第15話 | TBR-25025D | TDV-25035D |
| 6       | 2015年6月17日  | 第16話 - 第18話 | TBR-25026D | TDV-25036D |
| 7       | 2015年7月15日  | 第19話 - 第21話 | TBR-25027D | TDV-25037D |
| 8       | 2015年8月19日  | 第22話 - 第24話 | TBR-25028D | TDV-25038D |
| Re:ROAD | 2015年12月16日 | Re:ROAD         | TBR-25427D | TDV-25428D |

| 巻             | 発売日         | 収録話          | 規格品番   | 規格品番   |
| 巻             | 発売日         | 収録話          | BD         | DVD        |
| -------------- | -------------- | --------------- | ---------- | ---------- |
| 1              | 2017年4月12日  | 第1話 - 第2話   | TBR-27067D | TDV-27076D |
| 2              | 2017年5月17日  | 第3話 - 第4話   | TBR-27068D | TDV-27077D |
| 3              | 2017年6月21日  | 第5話 - 第7話   | TBR-27069D | TDV-27078D |
| 4              | 2017年7月19日  | 第8話 - 第10話  | TBR-27070D | TDV-27079D |
| 5              | 2017年8月9日   | 第11話 - 第13話 | TBR-27071D | TDV-27080D |
| 6              | 2017年9月13日  | 第14話 - 第16話 | TBR-27072D | TDV-27081D |
| 7              | 2017年10月18日 | 第17話 - 第19話 | TBR-27073D | TDV-27082D |
| 8              | 2017年11月15日 | 第20話 - 第22話 | TBR-27074D | TDV-27083D |
| 9              | 2017年12月13日 | 第23話 - 第25話 | TBR-27075D | TDV-27084D |
| Re：GENERATION | 2018年2月14日  | Re：GENERATION  | TBR-28048D | TDV-28049D |

| 巻                         | 発売日         | 収録話          | 規格品番   | 規格品番   |
| 巻                         | 発売日         | 収録話          | BD         | DVD        |
| -------------------------- | -------------- | --------------- | ---------- | ---------- |
| Box 1                      | 2018年5月23日  | 第1話 - 第9話   | TBR-28160D | TDV-28163D |
| Box 2                      | 2018年7月18日  | 第10話 - 第17話 | TBR-28161D | TDV-28164D |
| Box 3                      | 2018年10月17日 | 第18話 - 第25話 | TBR-28162D | TDV-28165D |
| 第4期はBOXで発売。 (3枚組) |                |                 |            |            |

| 巻                         | 発売日        | 収録話          | 規格品番   | 規格品番   |
| 巻                         | 発売日        | 収録話          | BD         | DVD        |
| -------------------------- | ------------- | --------------- | ---------- | ---------- |
| Box 1                      | 2023年2月15日 | 第1話 - 第8話   | TBR-33012D | TDV-33013D |
| Box 2                      | 2023年4月19日 | 第9話 - 第16話  | TBR-33014D | TDV-33015D |
| Box 3                      | 2023年6月21日 | 第17話 - 第25話 | TBR-33016D | TDV-33017D |
| 第5期はBOXで発売。 (3枚組) |               |                 |            |            |